# آتوسا عباسی
آتوسا عباسی مُقانَکی (Atousa Abbasi Moghanaki، زادهٔ ۲ مرداد ۱۳۶۷)، دوچرخه‌سوار ایرانی و عضو پیشین تیم ملی دوچرخه‌سواری زنان ایران است.
او در سال ۱۳۹۰ با کسب مدال برنز در مسابقات آسیایی و در بخش بزرگسالان، نخستین مدال‌آور دوچرخه‌سواری زنان ایران در آسیا شد.
عباسی از سال ۱۳۹۳ تا کنون رکورددار دوچرخه‌سواری سرعتِ زنانِ ایران است.
او بارها در رشته‌های گوناگون دوچرخه‌سواری در سطح ایران به قهرمانی و رتبه‌های دوم و سوم رسیده و پرمدال‌ترین دوچرخه‌سوار زنِ ایران است.

## زندگی ورزشی
آتوسا عباسی از سال ۱۳۸۷، بدون هیچ سابقهٔ قبلی دوچرخه‌سواری را آغاز کرد و پس از یک سال آموزش و تمرین به اردوی تیم ملی دعوت شد و در همان آغاز با کسب دو مدال نقره در دو رشته در مسابقات دوچرخه‌سواری، توان بالای خود را نشان داد.
پس از ازدواج یک سال از ورزش قهرمانی دور ماند اما پس از بازگشت به تیم ملی با ۲ سال تمرین توانست در مسابقات جامِ آسیایی مالزی (۱۳۹۰) در ۵۰۰ متر بزرگسالان، نایب قهرمان شود و نخستین زن ایرانی باشد که در دوچرخه‌سواری در مسابقات آسیایی، مدال کسب کرده‌است.
او در سال ۱۳۹۳ توانست رکورد دوچرخه‌سواری سرعتِ زنان ایران را بشکند، رکوردی که همچنان به نام اوست و شکسته نشده است.
پس از این دستاورد، او به دلیل بارداری ۳ سال از ورزش قهرمانی فاصله گرفت ولی از سال ۱۳۹۶، تمرین‌های خود را آغاز کرد و دوباره در مسابقات داخلی حضور فعال دارد.
عباسی علاوه بر حضور در مسابقات، چندین سال است که مربی دوچرخه‌سواری است.

## افتخارات ورزشی
- ۱۳۹۰- مدال برنز در رشتهٔ ۵۰۰ متر در مسابقات جام آسیایی مالزی (۲۰۱۱)
- ۱۳۹۸- قهرمان قهرمانان ایران با ۳ طلا و ۲ نقره در رشته‌های ۲۰۰ متر، ۵۰۰ متر، کایرین، تیم اسپرینت و اسکرچ
- ۱۳۹۷- قهرمان قهرمانان ایران با ۹ طلا و ۲ نقره در رشته‌های ۲۰۰ متر، ۵۰۰ متر، کایرین، تیم اسپرینت و اسکرچ
- ۱۳۹۷- قهرمان قهرمانانِ داخلِ پیست با ۳ طلا و ۱ نقره
- ۱۳۹۶- ۲ نقره و ۱ برنز در رشته‌های ۲۰۰ متر، ۵۰۰ متر و کایرین
- ۱۳۹۳- ۲ طلا و یک نقره در رشته‌های اسکرچ و ۲۰۰ متر و استقامت جاده
- ۱۳۹۲- ۳ طلا، ۳ نقره، ۲ برنز در در رشته‌های ۲۰۰ متر، ۵۰۰ متر، کایرین، تیم اسپرینت و اسکرچ و تایم تریل
- ۱۳۹۱- ۳ طلا، ۳ نقره، ۴ برنز در رشته‌های ۲۰۰ متر، ۵۰۰ متر، اسپرینت، استقامت، تیم اسپرینت
- ۱۳۹۰- ۱ طلا، ۳ نقره، ۵ برنز در رشته‌های ۲۰۰ متر، ۵۰۰ متر، ۳ کیلومتر، تایم تریل و استقامت
- ۱۳۸۸- ۱ طلا، ۳ نقره، ۱ برنز در رشتهٔ ۵۰۰ متر